# Dionaea muscipula

Dionaea muscipula - Animație

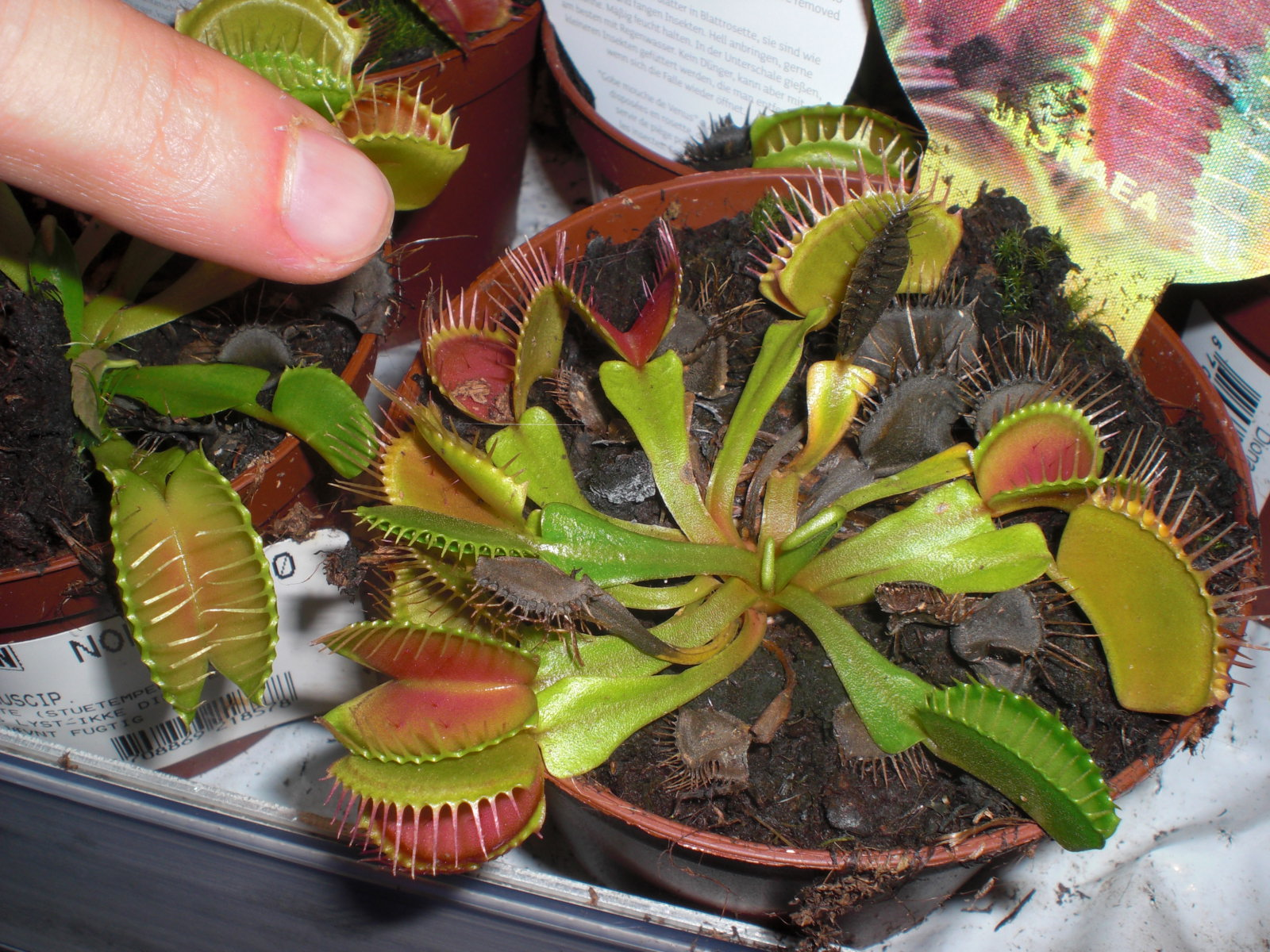
Se cultivă în sere și se vinde ca plantă decorativă

Dionaea muscipula este o plantă carnivoră care își prinde și își digeră prada, în general insecte. Mai este cunoscută și sub numele de Venus Flytrap. Structura capcanelor este formată din porțiunea finală a frunzelor. Capcana este formată în partea terminala a frunzelor și este declanșată de perișori interiori. Capcana este declanșată de 2 atingeri a terminațiilor nervoase într-un interval de 20 de secunde. Mecanismul de declanșare întârziat este explicat ca o garanție împotriva pierderii de energie inutilă prin prinderea de obiecte fără valoare nutrițională.
Planta poate avea patru până la șapte frunze care iau naștere din tulpina subterană care este de fapt un rizom. Fiecare frunză poate ajunge la o lungime maximă de trei până la șapte centimetri, în funcție de perioada anului; frunzele mai lungi apar de obicei după înflorire. Plantele care aparent au mult mai multe frunze, sunt în general colonii care au apărut prin diviziunea rozetelor subterane. Se cultiva în sere și se poate folosi ca plantă de apartament.